# Abiasz (syn Samuela)
Abiasz, Abijasz (ojcem moim jest Jahwe); (XI w. p.n.e.) – postać biblijna, izraelski sędzia. Syn Samuela. Brat Joela. Ojciec ustanowił go sędzią w Beer-Szebie. Zasłynął jako łapówkarz. 
Niesprawiedliwe postępowanie synów Samuela sprawiło, że Izraelici domagali się ustanowienia monarchii. W efekcie pierwszym królem Izraela został wybrany Saul (1Sm 8:1-5).